# La Barre-en-Ouche
La Barre-en-Ouche est une ancienne commune française, située dans le département de l'Eure en région Normandie, devenue le 1er janvier 2016 une commune déléguée au sein de la commune nouvelle de Mesnil-en-Ouche.

## Géographie
La Barre-en-Ouche est une commune déléguée faisant partie de la commune nouvelle de Mesnil-en-Ouche, située dans le sud-ouest du département de l’Eure en Normandie, sur le plateau du pays d'Ouche (altitude de 195 mètres environ), entre les rivières Risle et Charentonne. Ses habitants s’appellent les Barrois et les Barroises.

## Toponymie
Le nom de la paroisse est attesté sous la forme latinisée Barra fin du XIe siècle et en 1124, La Barre en 1793, La Barre-en-Ouche en 1891.
Il s'agit sans doute d'une formation toponymique médiévale, comme le suggère la présence de l'article défini féminin la. L'appellatif barre est employé ici au sens de « clôture, enclos », peut-être aussi de « réserve seigneuriale ».
Le déterminant complémentaire -en-Ouche s'explique par sa localisation dans le pays d'Ouche.
Les anciennes paroisses du Bois-Baril, de la Noë de la Barre, de Saint-Jacques de la Barre et de Villiers près de La Barre ont été rattachées en 1792.

## Histoire
La Barre-en-Ouche se situe sur l’ancienne voie romaine qui reliait Dreux à Lisieux et Caen. Contrairement à ses communes voisines de même importance, le village ne verra jamais l'implantation d'une gare. Bien que des projets aient été envisagés, la Première Guerre mondiale y mettra un terme définitif.

### Héraldique
| Armes de La Barre-en-Ouche | Elles peuvent se blasonner ainsi aujourd’hui : « d'azur à la barre d'argent accompagnée de trois croissants du même, un contourné en chef, deux tournés en pointe » |

## Politique et administration
| Période                                  | Période    | Identité          | Étiquette | Qualité                                |
| ---------------------------------------- | ---------- | ----------------- | --------- | -------------------------------------- |
| 1919                                     | 1925       | Raoul Poussin     |           |                                        |
| Les données manquantes sont à compléter. |            |                   |           |                                        |
| ca 1943                                  |            | Raoul Poussin     |           | Nommé conseiller départemental en 1943 |
| Les données manquantes sont à compléter. |            |                   |           |                                        |
| avant 1981                               | ?          | Jean Planche      |           |                                        |
| 1989                                     | 2012       | Michel Courvallet |           |                                        |
| septembre 2012                           | mars 2014  | Sylvie Vial       |           |                                        |
| mars 2014                                | 31/12/2015 | Daniel Kiffer     | DVD       | Retraité                               |

## Démographie
L'évolution du nombre d'habitants est connue à travers les recensements de la population effectués dans la commune depuis 1793. À partir du 1er janvier 2009, les populations légales des communes sont publiées annuellement dans le cadre d'un recensement qui repose désormais sur une collecte d'information annuelle, concernant successivement tous les territoires communaux au cours d'une période de cinq ans. 
Pour les communes de moins de 10 000 habitants, une enquête de recensement portant sur toute la population est réalisée tous les cinq ans, les populations légales des années intermédiaires étant quant à elles estimées par interpolation ou extrapolation. Pour la commune, le premier recensement exhaustif entrant dans le cadre du nouveau dispositif a été réalisé en 2004,.
En 2013, la commune comptait 928 habitants, en évolution de −1,8 % par rapport à 2008 (Eure : +2,66 %, France hors Mayotte : +2,49 %).
| 1793 | 1800 | 1806  | 1821  | 1831  | 1836 | 1841 | 1846 | 1851 |
| ---- | ---- | ----- | ----- | ----- | ---- | ---- | ---- | ---- |
| 389  | 959  | 1 022 | 1 002 | 1 062 | 954  | 893  | 842  | 902  |

| 1856 | 1861 | 1866 | 1872 | 1876 | 1881 | 1886 | 1891 | 1896 |
| ---- | ---- | ---- | ---- | ---- | ---- | ---- | ---- | ---- |
| 901  | 903  | 918  | 869  | 863  | 792  | 829  | 807  | 850  |

| 1901 | 1906 | 1911 | 1921 | 1926 | 1931 | 1936 | 1946 | 1954 |
| ---- | ---- | ---- | ---- | ---- | ---- | ---- | ---- | ---- |
| 851  | 812  | 821  | 792  | 795  | 796  | 749  | 856  | 806  |

| 1962 | 1968 | 1975 | 1982 | 1990 | 1999 | 2004 | 2009 | 2013 |
| ---- | ---- | ---- | ---- | ---- | ---- | ---- | ---- | ---- |
| 796  | 829  | 749  | 824  | 713  | 791  | 877  | 964  | 928  |

## Lieux et monuments
- Manoir du Bois-Baril, des XVIe et XVIIe siècles, inscrit au titre des monuments historiques en 1939, dont le colombier est classé au titre des monuments historiques en 1942[9].
- Église Saint-André[10] (1818)

## Personnalités liées à la commune
- Jacques Daviel, chirurgien du siècle des Lumières, est né à La Barre-en-Ouche en 1693. Son père, Pierre Daviel, était tabellion royal dans ce bourg. Il a fait ses études de chirurgie à Paris puis à Marseille où il résida de nombreuses années. Sa carrière connaît son apogée le 21 avril 1745 grâce à la première extraction mondiale du cristallin pour soigner la cataracte. Membre de l'Académie royale de chirurgie, il alla se fixer à Paris en 1746, puis en 1749 fut nommé chirurgien-oculiste du roi Louis XV. Jacques Daviel est décédé à Genève le 30 septembre 1762. Le collège de la Barre-en-Ouche porte son nom.
- Luc de la Barre, seigneur de la Barre, victime de la cruauté d'Henri Ier d'Angleterre. En 1122, plusieurs seigneurs normands se liguèrent contre Henri Ier. Le roi battit les ligueurs à Bourgtheroulde et fit prisonniers nombre de rebelles, dont Geoffroy de Tourville, Odoard du Pin et Luc de la Barre[11] qui, outre le délit de rébellion, était accusé d'avoir tourné en ridicule le monarque dans plusieurs sirventes[12]. Henri résolut de faire comparaître devant lui, à Rouen, ces trois prisonniers quelques jours après la Pâque de l'an 1124 et il les condamna à perdre les yeux. Quand Charles, comte de Flandre, osa avancer au roi qu’il n’était pas d’usage de châtier les chevaliers vaincus d’une façon aussi monstrueuse, Henri lui répondit : « je vais vous prouver qu’en ceci je ne fais que justice. Godefroy et Odoard étaient mes hommes. Ils ont rompu leur foi, violé leur serment de fidélité : et voilà pourquoi ils méritent ou la mort ou au moins d’être punis par la perte d’un membre ». Quant à Luc de la Barre […], il a fait plus […] et a chanté publiquement d’injurieux sirventes[…]. Mais, quand les bourreaux saisirent Luc de la Barre pour l'aveugler, il aima mieux se fendre la tête contre les murs que d'être la victime de la cruauté du roi. »
- Isabelle Benard, miss France 1981, a vécu à La Barre-en-Ouche, dans les années 1970. Ses parents tenaient l'une des boucheries du village.